# 维塔工作室
維塔工作室（英語：Weta Workshop）是一家位於新西蘭惠靈頓美麗華的特效化妝和模型道具製作公司，為電視和電影製作效果。
維塔工作室由理查·泰勒和譚雅·羅傑於1987年創立的RT Effects，為電視劇《大力士：傳奇旅程》、《齊娜武士公主》以及《瘋狂肥寶綜藝秀》和《罪孽天使》等影片製作生物和化妝效果。數碼部門维塔数码成立於1993年。小型博物館維塔洞穴開設於2008年。
目前維塔工作室總共擁有包括维塔数码、石街製片廠、公園路後製公司等在內的11個分支機構。

## 參與製作的影視作品
- 1989年：《瘋狂肥寶綜藝秀》
- 1992年：《新空房禁地》
- 1993年：《The Tommyknockers》
- 1994年：《罪孽天使（英语：Heavenly Creatures）》
- 1995-2001年：《大力士：傳奇旅程（英语：Hercules：The Legendary Journeys）》
- 1996年：《神通鬼大》
- 2001年：《魔戒首部曲：魔戒現身》[1]
- 2002年：《魔戒二部曲：雙城奇謀》[1]
- 2003年：《魔戒三部曲：王者再臨》[1]
- 2003年：《末代武士》
- 2003年：《怒海爭鋒：極地征伐》
- 2003年：《小飛俠彼得潘》
- 2004年：《凡赫辛》
- 2004年：《地獄怪客》
- 2004年：《機械公敵》
- 2005年：《蒙面俠蘇洛2：不朽傳奇》
- 2005年：《王者天下》
- 2005年：《金剛》
- 2005年：《納尼亞傳奇：獅子·女巫·魔衣櫥》[6]
- 2007年：《尼斯湖水怪（英语：The Water Horse: Legend of the Deep）》
- 2007年：《納尼亞傳奇：賈思潘王子》
- 2009年：《第九禁區》
- 2009年：《阿凡達》
- 2009年：《血世紀》
- 2009年：《蘇西的世界》
- 2011年：《猩球崛起》
- 2011年：《丁丁歷險記》
- 2012年：《哈比人：意外旅程》
- 2013年：《哈比人：荒谷惡龍》
- 2013年：《極樂世界》
- 2014年：《哈比人：五軍之戰》
- 2014年：《德古拉：永咒傳奇》
- 2015年：《瘋狂麥斯：憤怒道》
- 2015年：《成人世界》
- 2017年：《攻殼機動隊》[2]
- 2017年：《雷神索爾3：諸神黃昏》
- 2017年：《長城》[2]
- 2017年：《銀翼殺手2049》
- 2018年：《機械人之戀2.0（英语：2.0 (film)）》
- 2019年：《艾莉塔：戰鬥天使》[7]
- 2019年：《流浪地球》[8]
- 2022年：《阿凡達：水之道》

## 外部連結
- 官方网站（英文）
- 维塔工作室的Facebook專頁（英文）
- Weta Digital （页面存档备份，存于）（英文）